# ダビデの勇士たち

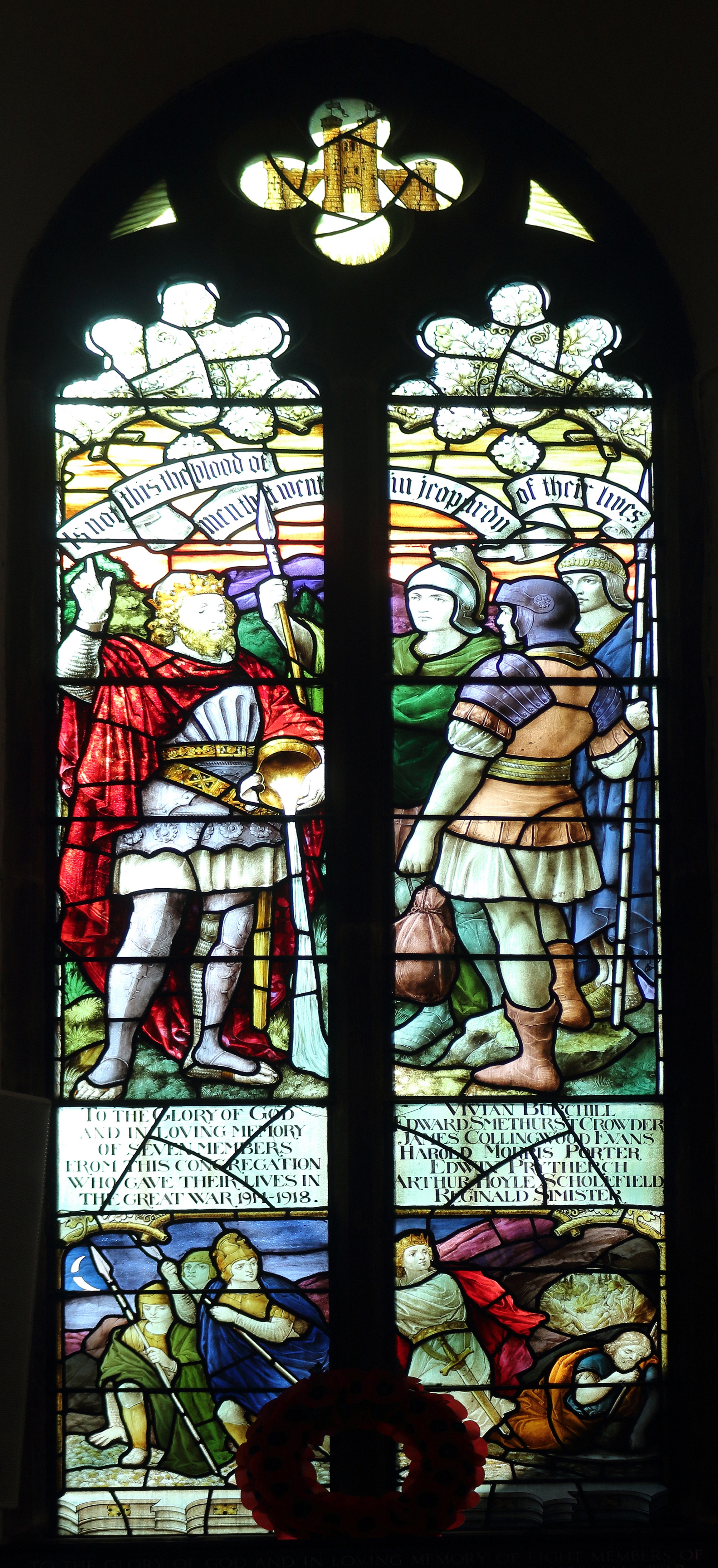
ウェストカービーメソジスト教会での第一次世界大戦記念碑。ダビデと彼の3人の強大な男たち、そして「これは彼らの命を危険にさらした男たちの血ではないか」という言葉を描いています。 （サムエル記下23:17）

ダビデの勇士たち（David's Mighty Warriors 、 David's MightyMenまたはGibborimとしても知られている;הַגִּבֹּרִ֛ים-Gibbōrîm、「マイティ1」）
ープである
ヘブライ語聖書と戦ったダビデ王とで識別されている2 Samuel 23:8–38に加え、「補足情報」の一部セカンドその最後の4つの章のサムエルの本、国際標準版はそれらを「デビッドの特殊部隊」と呼んでいる。 

## 三勇士
3人の名前は旧約聖書の第二サムエル記23章8～39、第一歴代誌11章10～19節に記載がある。
ダビデのためにペリシテ人の陣営を突き抜けて敵地にある井戸から水を汲んで戻ったエピソードがある。ダビデは、その行動に感動し、自らは飲まず神にささげた。

## 30の3

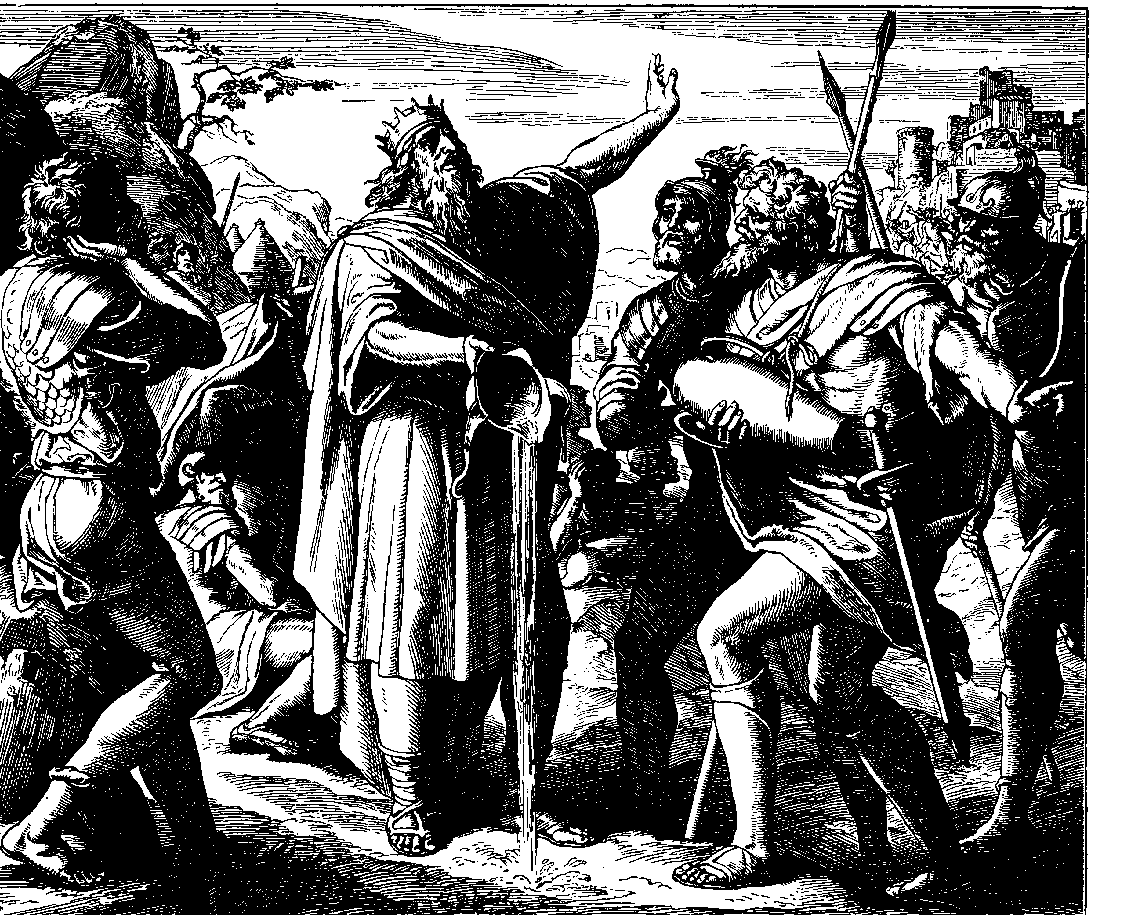
ユリウス・シュノール・フォン・キャロルスフェルドによる、水を注ぐダビデの木版画、1860年。

## アビシャイ

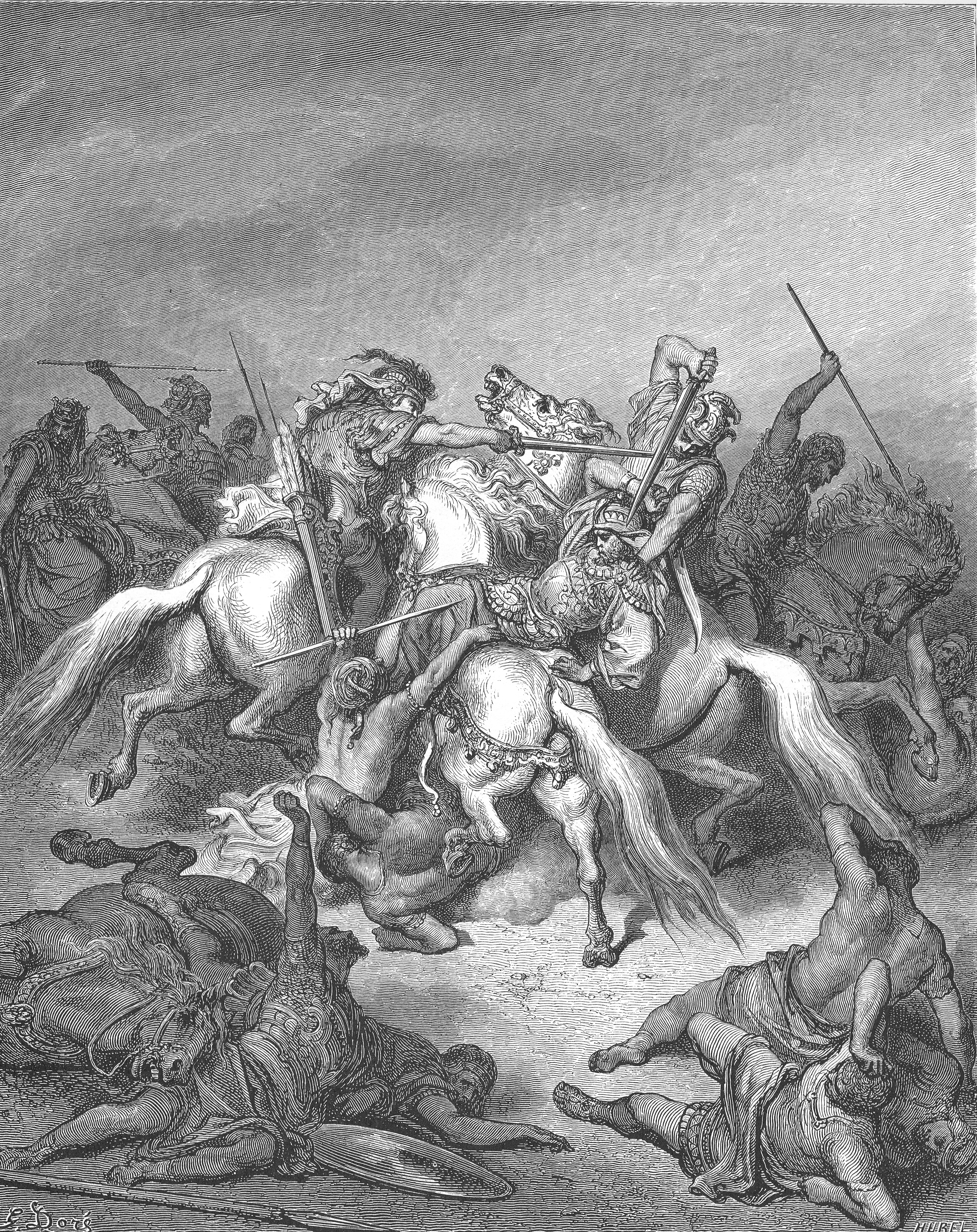
ギュスターヴ・ドレによる彫刻、ペリシテの巨人イシュビ・ベノブからダビデの命を救うアビシャイ